# Mistrzostwa Świata w Kolarstwie Przełajowym 1997
48. Mistrzostwa Świata w Kolarstwie Przełajowym 1997 odbyły się w niemieckim Monachium, 1 - 2 lutego 1997 roku. Rozegrano wyścigi mężczyzn w kategoriach elite, U-23 i juniorów.

## Medaliści
| Konkurencja:             | Złoto:          | Czas      | Srebro:             | Czas     | Brąz:            | Czas     |
| Klasyfikacja mężczyzn    |                 |           |                     |          |                  |          |
| Elite (2 lutego 1997)    | Daniele Pontoni | 1:00:40 h | Thomas Frischknecht | + 0:23 m | Luca Bramati     | + 0:23 m |
| U-23 (1 lutego 1997)     | Sven Nys        | 53:25 m   | Bart Wellens        | + 0:22 m | Christophe Morel | + 0:38 m |
| Juniorzy (1 lutego 1997) | David Rusch     | 46:14 m   | Stefano Toffoletti  | + 0:05 m | Steffen Weigold  | + 0:06 m |

## Szczegóły

### Zawodowcy
| Medal | Zawodnik               | Narodowość | Czas      |
| ----- | ---------------------- | ---------- | --------- |
|       | Daniele Pontoni        | Włochy     | 1:00:40 h |
|       | Thomas Frischknecht    | Szwajcaria | + 0:23    |
|       | Luca Bramati           | Włochy     | + 0:23    |
| 4     | Adrie van der Poel     | Holandia   | + 0:35    |
| 5     | Wim de Vos             | Holandia   | + 0:53    |
| 6     | Erwin Vervecken        | Belgia     | + 1:13    |
| 7     | Franz-Josef Nieberding | Niemcy     | + 1:25    |
| 8     | Beat Wabel             | Szwajcaria | + 1:39    |
| 9     | Dieter Runkel          | Szwajcaria | + 1:39    |
| 10    | Peter Van Santvliet    | Belgia     | + 2:04    |

### U-23
| Medal | Zawodnik          | Narodowość | Czas    |
| ----- | ----------------- | ---------- | ------- |
|       | Sven Nys          | Belgia     | 53:25 m |
|       | Bart Wellens      | Belgia     | + 0:22  |
|       | Christophe Morel  | Francja    | + 0:38  |
| 4     | Miguel Martinez   | Francja    | + 0:58  |
| 5     | Gretenius Gommers | Holandia   | + 1:27  |
| 6     | Elvis Zucci       | Włochy     | + 1:33  |
| 7     | Giullaume Benoist | Francja    | + 1:37  |
| 8     | Gerben de Knegt   | Holandia   | + 1:45  |
| 9     | Zdeněk Mlynář     | Czechy     | + 1:46  |
| 10    | David Willemsens  | Belgia     | + 1:47  |

### Juniorzy
| Medal | Zawodnik           | Narodowość | Czas    |
| ----- | ------------------ | ---------- | ------- |
|       | David Rusch        | Szwajcaria | 46:14 m |
|       | Stefano Toffoletti | Włochy     | + 0:05  |
|       | Steffen Weigold    | Niemcy     | + 0:06  |
| 4     | Nicolas Dieudonné  | Szwajcaria | + 0:08  |
| 5     | Torsten Hieckmann  | Francja    | + 0:11  |
| 6     | John Gadret        | Francja    | + 0:12  |
| 7     | Thomas Lecuyer     | Francja    | + 0:25  |
| 8     | Andrew Vancoillie  | Belgia     | + 1:14  |
| 9     | Davy Commeyne      | Belgia     | + 1:22  |
| 10    | Wilant van Gils    | Holandia   | + 1:30  |

## Tabela medalowa
| Miejsce | Państwo    |   |   |   |   |
| ------- | ---------- | - | - | - | - |
| 1.      | Włochy     | 1 | 1 | 1 | 3 |
| 2.      | Belgia     | 1 | 1 | 0 | 2 |
| 2.      | Szwajcaria | 1 | 1 | 0 | 2 |
| 4.      | Francja    | 0 | 0 | 1 | 1 |
| 4.      | Niemcy     | 0 | 0 | 1 | 1 |